# محافظة فيتشابون
محافظة فيتشابون (بالتايلاندية: เพชรบูรณ์) (بالإنجليزية:Phetchabun ) هي واحدة من محافظات تايلاند الخمس والسبعين وتجاور محفاظات ناخون ساوان وفيتشيت ولوبوري وتشايافوم وخون كاين ولويي وفيتسانولوك.

## الجغرافيا
فيتشابون تقع في المنطقة الشمالية الوسطي، المحافظة محاطه بالعديد من الحدائق الوطنية والشلالات الجميلة والبحيرات الكبري.

## التقسيمات الادارية
تنقسم الي 11 دائرة داخلية
| 1. موانج بيجبون 2. دان تشون 3. ساك لوم 4. كاو لوم 5. بوري ويتشيان 6. زيب سا | 1. فأي نونغ 2. فإن سام بوينج 3. نام نو 4. بونغ وانغ 5. كاو كوه |